# Jan Ligthart

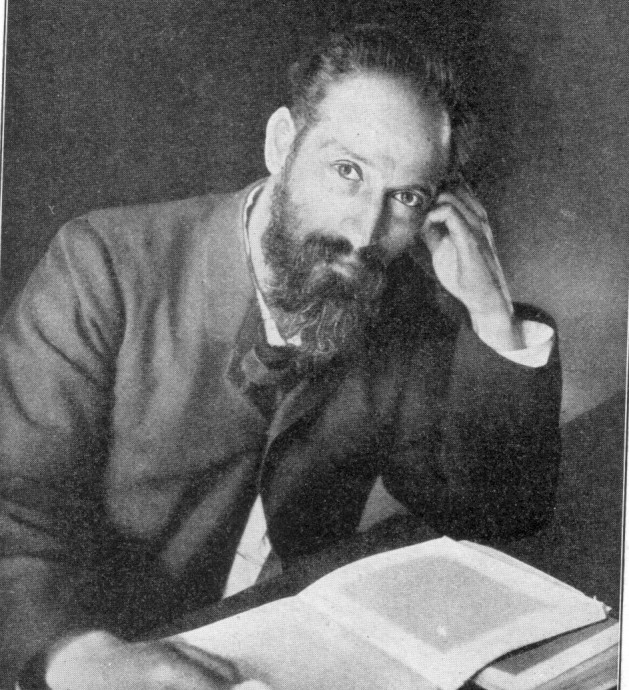
Jan Ligthart

Jan Ligthart, född 11 januari 1859 i Amsterdam, död 16 februari 1916 genom drunkning i Laag-Soeren, var en nederländsk skolledare och pedagogisk författare. 
Ligthart avlade 1877 klasslärarexamen och fick kort därefter anställning vid folkskola i Amsterdam. Efter överlärarexamen 1885 blev han samma år överlärare i folkskolan vid Tullinghstraat i Haag, vilken plats han av hälsoskäl lämnade 1914.
Ligtharts överordnade lät honom med stor frihet ordna undervisningen vid denna skola. I samarbete med en lärarkår som han förstod att besjäla med sina idéer, gjorde han sin skola mycket olik en vanlig, mera närmad hemmet och arbetslivet och framför allt ordnad efter den bärande idé som han kallade "koncentration". Enligt denna delas undervisning inte, som i de flesta andra skolor, upp i skilda ämnen med sina särskilda lektionstimmar, utan undervisningen planeras efter sådana breda ämnen som till exempel naturen och arbetet på åkern, i skogen, vilka studeras ur olika vetenskapers synpunkter, liksom ur vardagslivets. Under samma timme kan därför undervisningen vara språklig och historisk, geografisk och teknisk. 
För övrigt försökte Ligthart som andra reformpedagoger minska minnesläsningen och öka barnens egen verksamhet, till vilket ändamål han utvecklade metoder som med stor framgång användes av honom själv och hans medlärare. Hans skola utövade därför stort inflytande på undervisningen i Nederländerna och den besöktes och studerades även av lärare från många andra länder.
Ligthart besökte Sverige 1910 och höll då uppmärksammade pedagogiska föredrag i Stockholm, Göteborg och några andra svenska städer. Han utövade även en livlig pedagogisk författarverksamhet. Tillsammans med fackmän på olika områden utgav han läse- och läroböcker för de olika skolåren samt en samling väggplanscher till hjälp i undervisningen. Två stora samlingar pedagogiska uppsatser utgav han under titeln Over opvoeding (första samlingen, andra upplagan 1909, andra samlingen samma år.). Många av hans uppsatser utkom även i svensk översättning.

## Svenska översättningar
- På landet (tillsammans med Hindericus Scheepstra) (Göteborgs högre samskola, 1910)
- Om uppfostran: pedagogiska uppsatser (översättning Amalia Fahlstedt, Bonnier, 1910)
- Frihet och disciplin i uppfostran (översättning Amalia Fahlstedt, Nordiska förlaget, 1910)
- Hemuppfostran: smärre uppsatser (översättning Amalia Fahlstedt, Norstedt, 1911)
- Ur det verkliga livet: handledning i sakundervisning under de första skolåren (tillsammans med Hindericus Scheepstra och W. Walstra) (översättning Henning Bruce, 1916-1920)